# Leiv Erikson Descubriendo América
Leiv Eirikson Descubriendo América (en noruego: Leiv Eirikson oppdager Amerika) es una pintura de Christian Krohg. Representa al explorador Leif Erikson en el momento en que descubre tierras americanas (presumiblemente Terranova), como se describe en las sagas de los islandeses. La pintura fue realizada para la Exposición Mundial de Chicago de 1893 y se exhibió junto con la réplica del barco vikingo Viking. Está en la colección del Museo Nacional de Arte, Arquitectura y Diseño de Oslo. Una copia de la pintura, creada por el hijo de Krohg, Per Krohg, ha estado colgada en el Capitolio de los Estados Unidos desde 1936.

## Antecedentes
Christian Krohg (1852-1925) fue un pintor y novelista noruego. Saltó a la fama en Noruega en la década de 1880 como un destacado naturalista y como uno de los bohemios de Kristiania. A partir de Babord litt de 1879, realizó varios cuadros que representan a marineros y pilotos marítimos. Leiv Erikson Descubriendo América puede incluirse en este grupo. Fue encargado en 1891 por la Leif Erikson Memorial Association de Chicago, una organización creada por noruego-estadounidenses, que invitó a Krohg y a otros pintores a un concurso en el que pintarían el descubrimiento de América por parte de Leif Erikson. La pintura ganadora se exhibiría en la Exposición Mundial Colombina en 1893. El cuadro de Krohg ganó y fue enviado a Chicago.

## Tema y composición
Leiv Eirikson Descubriendo América está pintado al óleo sobre lienzo con las dimensiones 313 centímetros × 470 centímetros (123 en × 185 en). La pintura presenta una vista desde la cubierta del barco de Leif Erikson, mirando las olas y la tierra visible a lo lejos a la izquierda. A la derecha de la imagen está la figura del título, sosteniendo el timón y vistiendo una túnica color mostaza. Se mantiene erguido y señala hacia la tierra en el horizonte. Algunos otros hombres en cubierta están encorvados y parecen mareados.

## Análisis y recepción
El papel que jugó Leiv Eirikson Descubriendo América en la sociedad estadounidense se ha asociado con la inmigración escandinava, ya que las historias de los viajes nórdicos precolombinos a América del Norte formaron parte de la asimilación de los estadounidenses escandinavos a la nacionalidad estadounidense. A finales del siglo XIX y principios del XX, esta narrativa de identidad provocó algunos conflictos con los italoestadounidenses, ya que el descubrimiento de América por Cristóbal Colón tuvo un papel similar en su proceso de asimilación. La pintura estuvo presente en la Feria Mundial de Chicago junto con el barco Viking, una réplica del barco de Gokstad, que zarpó de Noruega a Estados Unidos y ancló en el Jackson Park de Chicago a tiempo para el evento. Mucha literatura asociada con la feria mundial, incluidos los programas oficiales, identificó incorrectamente tanto al Viking como al barco en la pintura de Krohg como réplicas exactas del barco que Leif Erikson había cruzado el Atlántico. La gran pintura se convirtió en una atracción popular para aquellos que se habían perdido la llegada del Viking o querían revivirla.
Al analizar la pintura en 2019, la historiadora Eleanor Rosamund Barraclough dice que Leif "irradia fuerza y liderazgo" y está representado con una determinación que contrasta con los otros hombres de la imagen. El historiador Johnni Langer sitúa a Leiv Eirikson Descubriendo América en la misma tradición europea de representar los viajes vikingos que La tierra de los noruegos en Islandia, año 872 (1877) de Oscar Wergeland, y lo contrasta con La llegada de los vikingos a América (1845) del germano-estadounidense, Emanuel Leutze. Esta tradición europea se distingue de la americana por evitar rasgos humorísticos.

## Procedencia
La pintura ganó el concurso de la Leif Erikson Memorial Association y formó parte de la Feria Mundial de Chicago. La exposición colombina también contó con dos pinturas de la esposa de Krohg, Oda Krohg. Los primeros años después de la exposición mundial, el cuadro no tuvo un hogar permanente. En 1900, la Asociación en Memoria de Leif Erikson lo donó a la Galería Nacional de Oslo, ahora parte del Museo Nacional de Arte, Arquitectura y Diseño de Noruega.
El catálogo de la exposición de Noruega en la Feria Mundial de Chicago enumera el nombre de la pintura como Leif Eirikson Descubriendo América. El Museo Nacional de Arte, Arquitectura y Diseño utiliza el nombre Leiv Eirikson Descubriendo América.

## Exposiciones

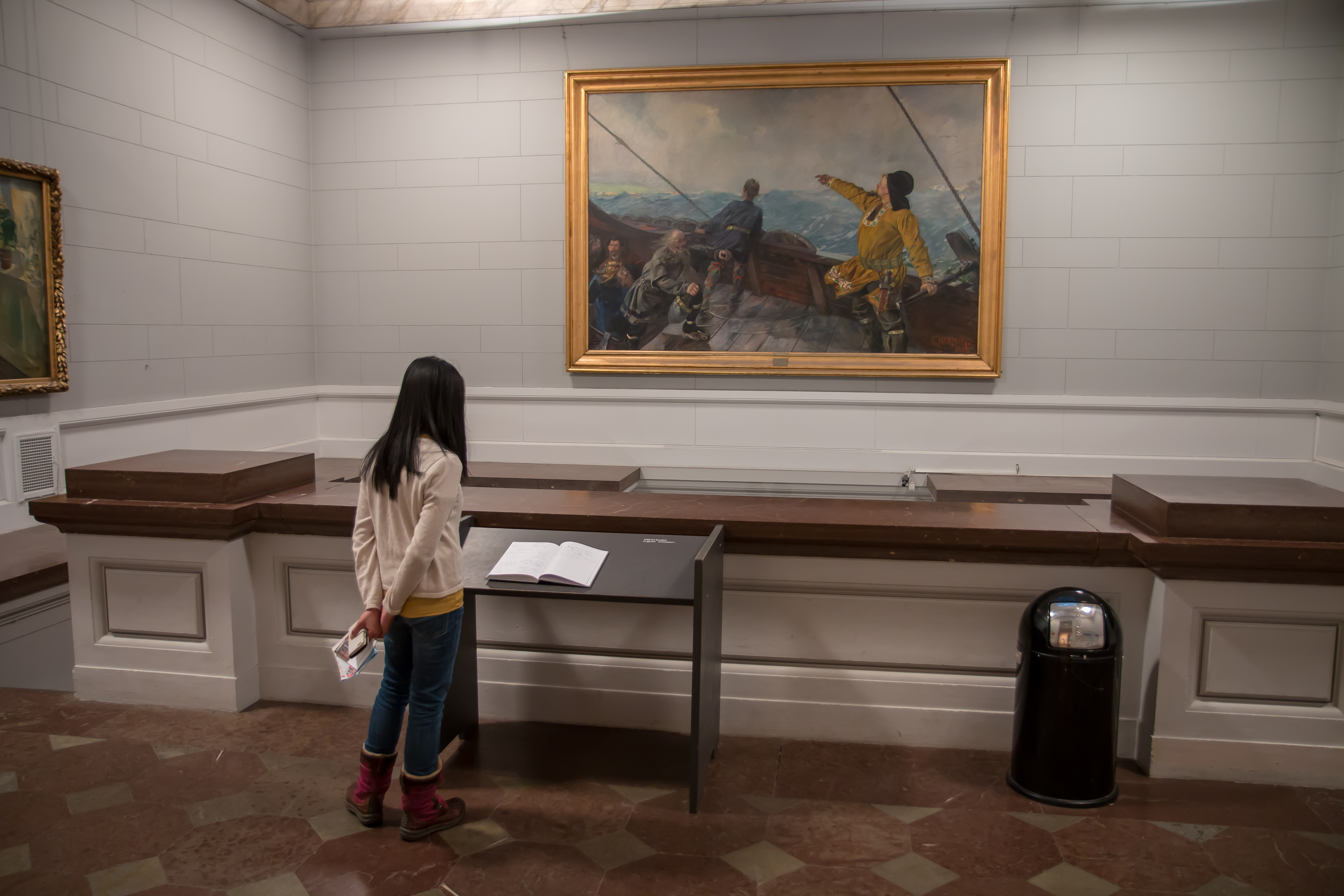
Antiguo lugar de exhibición en la Galería Nacional (2018)

Después de su donación, la pintura se exhibió en varias ocasiones tanto en la Galería Nacional (donde a menudo se colgaba de manera destacada sobre el hueco de la escalera) como en el Museo Marítimo de Noruega.
En enero de 2019, la Galería Nacional se cerró para permitir que su colección se trasladara al nuevo edificio del Museo Nacional, que se inauguró en junio de 2022. Tras su inauguración, se tomó la decisión de no exhibir la pintura en el nuevo museo, sino almacenarla. Tras los informes de los medios de comunicación en febrero de 2023, la decisión de no exhibir la pintura y la justificación dada por el personal del museo causaron controversia en Noruega.

Estancia temporal de cuatro semanas en el Museo Nacional (2023)

Stina Högkvist, directora del departamento del Museo Nacional, explicó la situación al periódico Aftenposten: "La imagen es una idealización de los noruegos que fueron a Estados Unidos. Es una imagen colonialista" y agregó: "Ahora estamos mostrando más artistas femeninas, más artistas sami y más arte de personas que no nacieron con la piel blanca. Debemos tener una mirada socialmente relevante y nueva a la historia del arte."
Las críticas no se hicieron esperar por parte de políticos, historiadores del arte y el público en general. Eivor Evenrud, del Comité de Cultura y Educación del Ayuntamiento de Oslo, calificó la decisión de "completamente absurda". En respuesta a las críticas, Stina Högkvist se disculpó y aclaró, afirmando que su comentario fue descuidado y mal pensado, y que en realidad no creía que la pintura fuera colonialista. Tras la controversia, el Museo Nacional exhibió temporalmente la pintura en el piso principal del nuevo museo durante cuatro semanas.

## Copia en el Capitolio de los Estados Unidos
Durante el 74.º Congreso, el senador Alben W. Barkley presentó la Resolución Conjunta 165 del Senado que ordenó al arquitecto del Capitolio aceptar una copia de la pintura para exhibirla en el Capitolio de los Estados Unidos. Después de que el congreso aprobó la legislación, fue firmada por el presidente Franklin D. Roosevelt el 18 de marzo de 1936. El 23 de marzo de 1936, durante una ceremonia celebrada en el Salón Nacional de las Estatuas, la copia fue entregada como regalo por Norwegian Friends of America. Titulada Leiv Eiriksson descubre América en el año 1000 d.C., la copia fue pintada por el hijo de Krogh, Per Krohg. La obra de arte cuelga en el ala del senado del capitolio, junto a la puerta de la galería de los senadores en el tercer piso del edificio.